# Living Proof
Living Proof —en español: Prueba viviente— es el vigésimo cuarto álbum de estudio de la artista estadounidense Cher. Fue lanzado a finales de 2001 e inicios de 2002 por los sellos Warner Bros. Records y WEA Records. Incluye composiciones de Diane Warren, Mark Taylor y Paul Barry, los mismos escritores que intervinieron en su exitoso álbum Believe, en 1998. Tras el lanzamiento, Cher anunció su retiro de los escenarios por lo cual se embarcó en la gira Living Proof: The Farewell Tour, la cual tuvo una duración de tres años. El álbum debutó en el puesto número nueve en Estados Unidos, vendiendo 114 000 copias en la primera semana desde su lanzamiento.[cita requerida]

## Lanzamiento
Tras el lanzamiento del álbum not.com.mercial a través de internet en el año 2000, Cher decidió seguir la línea de la música dance, tal y como lo había hecho con gran éxito en 1998. Para esto reclutó nuevamente a Mark Taylor, Paul Barry y Steve Torch, quienes le otorgaron a la cantante sus primeros éxitos en este género. El álbum estuvo marcado por influencias musicales muy variadas las cuales fueron desde el R&B, en canciones como «Rain, Rain», hasta la música latina, como en «Body to Body, Heart to Heart», esta última compuesta por Diane Warren, quien ha trabajado con la cantante desde 1987.
El sencillo principal en los territorios de Europa y Australia fue «The Music's No Good Without You», el cual tuvo una buena aceptación en el público, entrando en el Top 10 de las listas británicas, mientras que en los Estados Unidos fue «Song For the Lonely», el cual alcanzó el puesto ochenta y cinco en la lista Billboard Hot 100 y el número uno en el Hot Dance Music/Club Play; otros sencillos subsecuentes como «A Different Kind of Love Song» y «When the Money's Gone» también alcanzaron la cumbre en esta lista, no obstante, ocuparon las posiciones número 105 y 112 en el Hot 100 respectivamente. Previo a la realización del álbum, diversas versiones no editadas de las canciones «Alive Again», «Rain Rain» y «Love So High» se difundieron en Australia como samplers promocionales, los cuales consiguieron cierta popularidad en los foros de internet y fueron recibidos positivamente por los fanáticos de la cantante; otros samplers difundidos fueron los de «The Music's No Good Without You» y «A Different Kind of Love Song».[cita requerida]
Como parte de la promoción, Cher realizó varias presentaciones en algunas ceremonias de entrega de premios y programas de televisión, tanto en América como en Europa, entre ellos, los American Music Awards de 2002, Top of the Pops, The Late Night Show y The Tonight Show. En mayo del mismo año, la cantante apareció en el especial de VH1, Divas Live Las Vegas, el cual contó con la participación de otras cantantes como Anastacia, Céline Dion, Cyndi Lauper, las Dixie Chicks, Stevie Nicks y Shakira. En 2003, se embarcó en la gira Living Proof: The Farewell Tour, que contó con más de trescientos conciertos alrededor del mundo por motivo de su retiro de los escenarios; dicha gira finalizó en 2005.
Poco después del lanzamiento de Living Proof, Cher recibió varios premios honoríficos incluidos, un premio Billboard Music Award en reconocimiento a su carrera musical y un MTV Australia Video Music Award, por la misma razón. En 2004, el sexto sencillo promocional «Love One Another» recibió una nominación al premio Grammy en la categoría de mejor grabación bailable, pero perdió contra «Come Into My World», de Kylie Minogue.
En algunas partes del mundo, la lista de canciones varió significativamente: los temas «You Take It All», «The Look» y «When You Walk Away» estuvieron disponibles exclusivamente en los territorios de Europa, Japón y Estados Unidos, respectivamente.

## Lista de canciones
| Edición mundial |                                                |                                                       |          |  |
| N.º             | Título                                         | Escritor(es)                                          | Duración |  |
| 1.              | «The Music's No Good Without You»              | Cher, James Thomas, Mark Taylor y Paul Barry          | 4:42     |  |
| 2.              | «Alive Again»                                  | Nick Bracegirdle, Ray Hedges y Tracy Ackerman         | 4:19     |  |
| 3.              | «Song for the Lonely»                          | Mark Taylor, Paul Barry y Steve Torch                 | 4:01     |  |
| 4.              | «A Different Kind of Love Song»                | Johan Aberg, Michelle Lewis y Sigurd Rosnes           | 3:51     |  |
| 5.              | «Rain, Rain»                                   | Shelly Peiken y Guy Roche                             | 3:34     |  |
| 6.              | «Love So High»                                 | John Capek y Marc Jordan                              | 4:33     |  |
| 7.              | «Body to Body, Heart to Heart»                 | Diane Warren                                          | 3:58     |  |
| 8.              | «Love Is a Lonely Place Without You»           | Mark Taylor, Paul Barry y Steve Torch                 | 3:53     |  |
| 9.              | «Real Love»                                    | Cher, Tor Hermansen, Mikkel Eriksen y Hallgeir Rustan | 3:54     |  |
| 10.             | «Love One Another»                             | Billy Steinberg, Marie-Claire Cremers y Rick Nowels   | 3:44     |  |
| 11.             | «You Take It All»                              | Stuart McLennan, Nick Bracegirdle y Brian Higgins     | 4:53     |  |
| 12.             | «When the Money's Gone»                        | Bruce Roberts y Donna Weiss                           | 3:44     |  |
| 13.             | «The Look» (Disponible en la versión japonesa) | Mark Taylor y Paul Barry                              | 4:24     |  |

| Edición para Estados Unidos |                                      |                                                       |          |  |
| N.º                         | Título                               | Escritor(es)                                          | Duración |  |
| 1.                          | «Song for the Lonely»                | Mark Taylor, Paul Barry y Steve Torch                 | 4:02     |  |
| 2.                          | «A Different Kind of Love Song»      | Johan Aberg, Michelle Lewis y Sigurd Rosnes           | 3:52     |  |
| 3.                          | «Alive Again»                        | Nick Bracegirdle, Ray Hedges y Tracy Ackerman         | 4:19     |  |
| 4.                          | «The Music's No Good Without You»    | Cher, James Thomas, Mark Taylor y Paul Barry          | 4:42     |  |
| 5.                          | «Rain, Rain»                         | Shelly Peiken y Guy Roche                             | 3:34     |  |
| 6.                          | «Real Love»                          | Cher, Tor Hermansen, Mikkel Eriksen y Hallgeir Rustan | 3:54     |  |
| 7.                          | «Love So High»                       | John Capek y Marc Jordan                              | 4:33     |  |
| 8.                          | «Body to Body, Heart to Heart»       | Diane Warren                                          | 3:58     |  |
| 9.                          | «Love Is a Lonely Place Without You» | Mark Taylor, Paul Barry y Steve Torch                 | 3:53     |  |
| 10.                         | «Love One Another»                   | Billy Steinberg, Marie-Claire Cremers y Rick Nowels   | 3:44     |  |
| 11.                         | «When You Walk Away»                 | Diane Warren                                          | 4:21     |  |
| 12.                         | «When the Money's Gone»              | Bruce Roberts y Donna Weiss                           | 3:44     |  |

## Listas de popularidad

### Semanales
| Alemania       | Media Control Charts                 | 13 |
| Austria        | Austrian Albums Chart                | 19 |
| Dinamarca      | Danish Albums Chart                  | 38 |
| Estados Unidos | Billboard 200                        | 9  |
| Estados Unidos | Billboard Top Internet Albums        | 4  |
| Francia        | Syndicat de l'Édition Phonographique | 53 |
| Nueva Zelanda  | RIANZ                                | 26 |
| Reino Unido    | UK Albums Chart                      | 46 |
| Suecia         | Sverigetopplistan                    | 29 |
| Suiza          | Swiss Music Charts                   | 16 |

### Anuales
| Estados Unidos | Billboard 200 | 196 |

## Certificaciones
| Alemania       | BVMI          | Oro     | ● | 150 000 |
| Estados Unidos | RIAA          | Oro     | ● | 500 000 |
| Reino Unido    | BPI           | Oro     | ● | 100 000 |
| Suecia         | IFPI — Suecia | Oro     | ● | 40 000  |
| Suiza          | IFPI — Suiza  | Oro     | ● | 20 000  |
| España         | PROMUSICAE    | Platino |   | 100 000 |

## Historial de lanzamientos
| País           | Fecha                   | Formato |
| -------------- | ----------------------- | ------- |
| Japón          | 6 de noviembre de 2001  | CD      |
| Reino Unido    | 19 de noviembre de 2001 | CD      |
| Francia        | 20 de noviembre de 2001 | CD      |
| Alemania       | 23 de noviembre de 2001 | CD      |
| Canadá         | 27 de noviembre de 2001 | CD      |
| Estados Unidos | 26 de febrero de 2002   | CD      |